# Старк (Вісконсин)
Старк (англ. Stark) — місто (англ. town) в США, в окрузі Вернон штату Вісконсин. Населення — 351 особа (2020).

## Демографія
Згідно з переписом 2010 року, у місті мешкали 363 особи в 147 домогосподарствах у складі 110 родин. Було 224 помешкання
Расовий склад населення:
| - 98,1 % — білих - 1,1 % — азіатів - 0,3 % — чорних або афроамериканців |

До двох чи більше рас належало 0,6 %. Частка іспаномовних становила 1,1 % від усіх жителів.
За віковим діапазоном населення розподілялося таким чином: 19,8 % — особи молодші 18 років, 60,1 % — особи у віці 18—64 років, 20,1 % — особи у віці 65 років та старші. Медіана віку мешканця становила 50,7 року. На 100 осіб жіночої статі у місті припадало 107,4 чоловіків;  на 100 жінок у віці від 18 років та старших — 109,4 чоловіків також старших 18 років.
Середній дохід на одне домашнє господарство  становив 59 040 доларів США (медіана — 47 000), а середній дохід на одну сім'ю — 72 358 доларів (медіана — 62 292). Медіана доходів становила 50 714 долари для чоловіків та 30 500 доларів для жінок. За межею бідності перебувало 8,8 % осіб, у тому числі 10,0 % дітей у віці до 18 років та 6,1 % осіб у віці 65 років та старших.
Цивільне працевлаштоване населення становило 138 осіб. Основні галузі зайнятості: виробництво — 14,5 %, роздрібна торгівля — 13,8 %, науковці, спеціалісти, менеджери — 12,3 %, освіта, охорона здоров'я та соціальна допомога — 12,3 %.